# 博拉廷 (盧茨克區)
50°42′12″N 25°22′9″E / 50.70333°N 25.36917°E

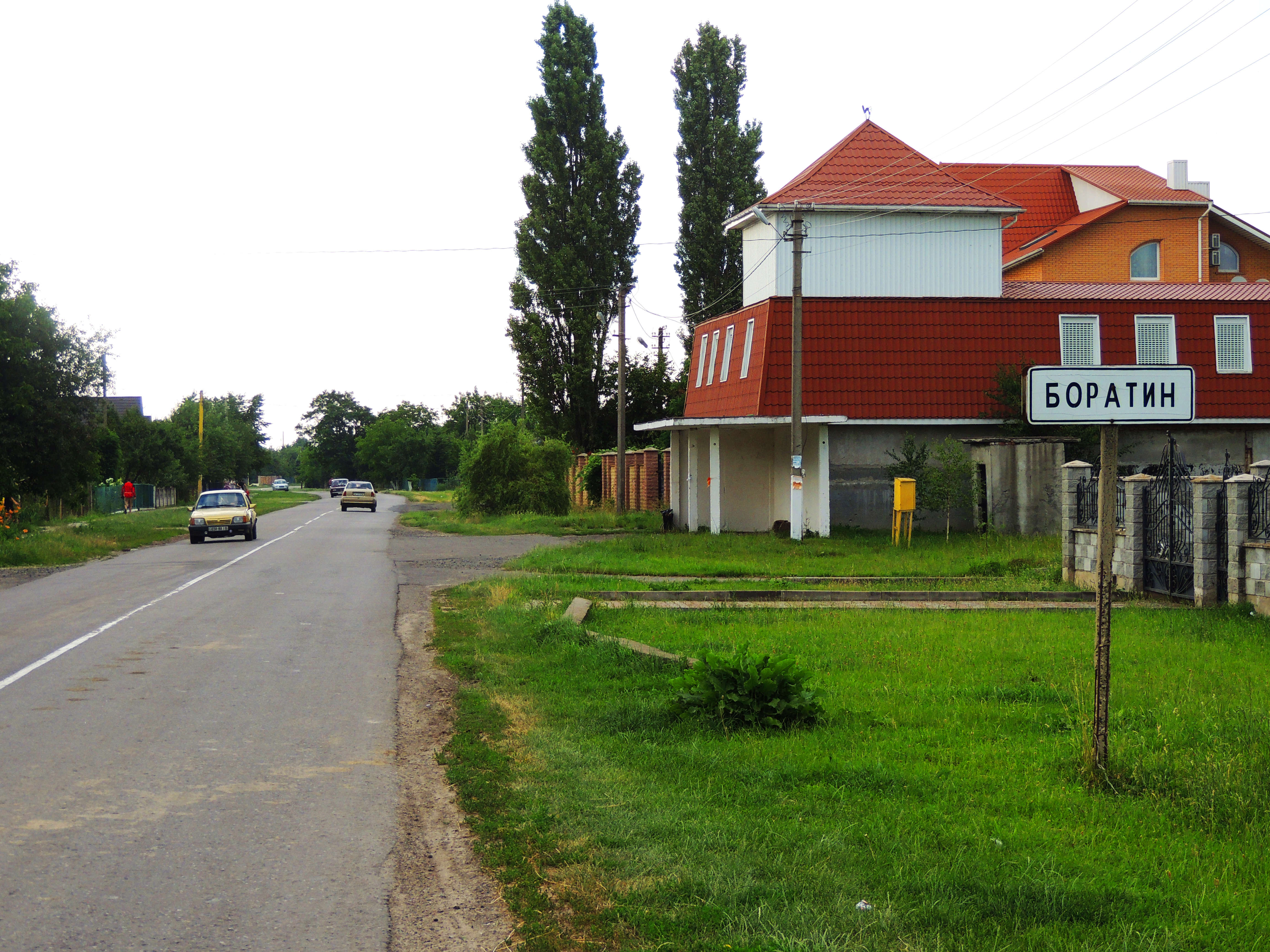
村庄南边入口处

博拉廷（烏克蘭語：Боратин），是烏克蘭西北部沃倫州盧茨克區博拉廷市镇内的村落及其行政中心。始建於1946年，面積2.8平方公里，海拔高度190米，2024年人口2,604，人口密度每平方公里39.11人。